# قلعه بابا کلان
قلعه بابا کلان مربوط به دوران‌های تاریخی پس از اسلام است و در شهرستان گچساران، روستای باباکلان واقع شده و این اثر در تاریخ ۳ بهمن ۱۳۷۹ با شمارهٔ ثبت ۲۹۸۸ به‌عنوان یکی از آثار ملی ایران به ثبت رسیده است.